# Списак епизода серије На путу за Монтевидео

## Радња
У девет нових епизода пратимо путовање репрезентативаца до Уругваја које је почело возом од Београда преко Хрватске, Аустрије, Швајцарске, Лихтенштајна све до марсејске луке где су се укрцали на прекоокеански брод „Флорида“ да би наставили путовање до Монтевидеа. Време одвијања догађаја је у распону од краја 1929. године до почетка септембра 1930. године.

## Епизоде
| Бр. у серији | Бр. у сезони | Назив                    | Редитељ           | Сценариста                    | Премијерно емитовање |
| ------------ | ------------ | ------------------------ | ----------------- | ----------------------------- | -------------------- |
| 1            | 1            | Растанак                 | Драган Бјелогрлић | Димитрије Војнов, Ранко Божић | 31. децембар 2012.   |
| 2            | 2            | Колико путују писма      | Драган Бјелогрлић | Димитрије Војнов, Ранко Божић | 20. јануар 2013.     |
| 3            | 3            | Мат у једном потезу      | Драган Бјелогрлић | Димитрије Војнов, Ранко Божић | 27. јануар 2013.     |
| 4            | 4            | Час одлуке               | Драган Бјелогрлић | Димитрије Војнов, Ранко Божић | 3. фебруар 2013.     |
| 5            | 5            | У туђем свету            | Драган Бјелогрлић | Димитрије Војнов, Ранко Божић | 10. фебруар 2013.    |
| 6            | 6            | Ивица Бек                | Драган Бјелогрлић | Димитрије Војнов, Ранко Божић | 17. фебруар 2013.    |
| 7            | 7            | Како се препознаје љубав | Драган Бјелогрлић | Димитрије Војнов, Ранко Божић | 24. фебруар 2013.    |
| 8            | 8            | Са оне стране екватора   | Драган Бјелогрлић | Димитрије Војнов, Ранко Божић | 3. март 2013.        |
| 9            | 9            | Молитва за срећан крај   | Драган Бјелогрлић | Димитрије Војнов, Ранко Божић | 10. март 2013.       |